# Przedpełce
Przedpełce – wieś sołecka w Polsce położona w województwie mazowieckim, w powiecie płockim, w gminie Staroźreby.
| SIMC    | Nazwa     | Rodzaj    |
| ------- | --------- | --------- |
| 0576929 | Kiełbasy  | część wsi |
| 0576935 | Kościółki | część wsi |
| 0576941 | Witkowice | część wsi |
| 0576958 | Włosty    | część wsi |

W latach 1975–1998 miejscowość administracyjnie należała do województwa płockiego.